# 1TV
1TV (gruzínsky 1 არხი nebo პირველი არხი, 1 archi nebo p'irveli arkhi) je gruzínská televizní stanice, která vysílá své pořady a také zahraniční seriály a filmy již od roku 1956. Obsluhuje ji vlastní společnost Sakartvelos sazogadoebrivi mauts'q'ebeli.

## Pořady
Kanál nabízí pořady jako například Moambe (მოამბე, zpravodajský pořad vysílaný několikrát denně), P'olit'ik'uri k'vira (პოლიტიკური კვირა, talk show s osobnostmi), P'irveli tema (პირველი თემა, pořad rozebírající aktuální události), Me miq'vars sakartvelo (მე მიყვარს საქართველო, herní show zabývající se gruzínskou kulturou) a Tskhovreba mshvenieria (ცხოვრება მშვენიერია, talk show). Ze zahraničních jsou to O.C. nebo Veronica Mars.